# Каменецкий, Ян Лазаревич
Ян Лазаревич Каменецкий (30 января 1938 — 11 января 2017, Москва) — советский и российский тренер по хоккею с шайбой, заслуженный тренер России.

## Биография
В качестве спортсмена выступал за хоккейные клубы «Локомотив» (Москва) и «Химик» (Клин). В 1963 году окончил ГЦОЛИФК. Окончил аспирантуру при институте.
С 1963 по 1978 г. — преподаватель кафедры «футбол-хоккей» ГЦОЛИФКа. Преподаватель Высшей школы тренеров. Входил в состав тренерско-преподавательского состава семинара организованного для тренеров Канады и США, имел благодарственные письма от федераций этих стран.
1978—1982 гг. — старший тренер в СДЮШОР «Крылья Советов» (Москва),
1982—1991 гг. — директор СДЮШОР «Динамо» (Москва),
1992—2001 гг. — в Федерации хоккея России, старший тренер юниорских и молодёжных сборных команд России.
Старший тренер, начальник команды «Сокол» (Киев), был наставником трёхкратного чемпиона мира Александра Овечкина,
2002—2005 гг. — директор ДЮСШ «Созвездие» Москва,
2006—2009 гг. — директор СДЮШОР «Спартак» Москва.
Привлекался как специалист по планированию и организации тренировочного процесса в Японии, Болгарии, Польше, Чехословакии и Швеции. Как тренер участвовал во многих хоккейных лагерях и семинарах организованных Международной Федерацией Хоккея (IIHF).
Похоронен на Востряковском кладбище в Москве.

## Награды и звания
Заслуженный тренер России.